# 레드미 10
레드미 10(영어: Redmi 10)은 샤오미 계열의 안드로이드 스마트폰이다. 이 장치는 2021년 8월 18일에 발표되었다.